# Вітряний насос
Вітряний насос — це тип вітряка, який використовується для перекачування води, був винайдений ще у 9 ст.

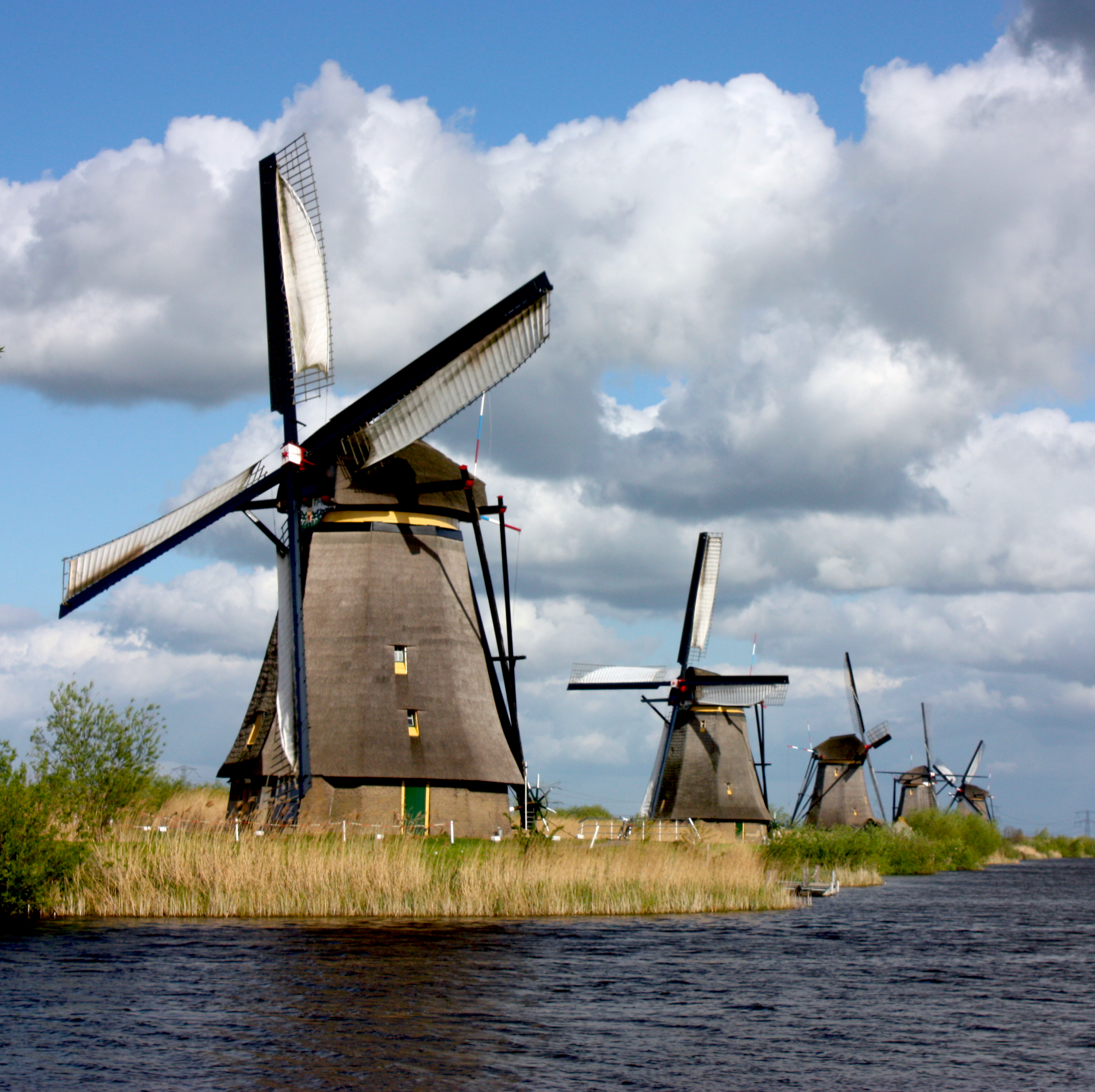
Вітряні млини в Кіндердайку в селі Кіндердайк, Нідерланди, є об'єктом Всесвітньої спадщини ЮНЕСКО

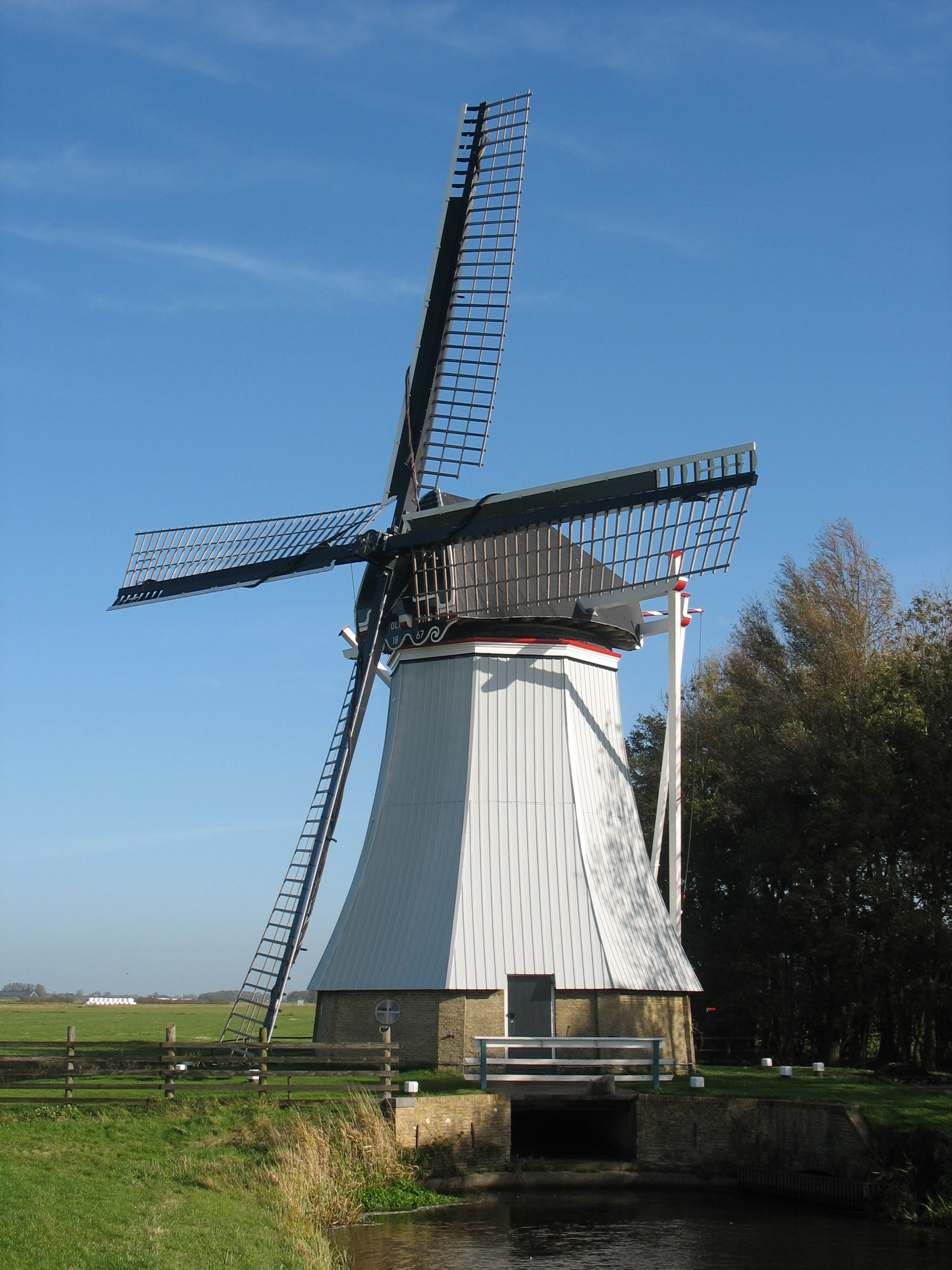
Де Оліфант у Бурдаарді, Фрісландія

Вітрові насоси використовувалися для перекачування води принаймні ще з 9 століття на території сучасного Афганістану, Ірану та Пакистану. Використання вітрових насосів набуло широкого поширення в мусульманському світі, а пізніше поширилося в Китаї та Індії. Пізніше вітряні млини широко використовувалися в Європі, а саме в Нідерландах і районі Східної Англії у Великій Британії, починаючи з пізнього Середньовіччя, для осушення землі для сільськогосподарських та будівельних цілей.
Робота Саймона Стевіна у Waterstaet передбачала вдосконалення шлюзів і водозливів для контрольованого затоплення. Вітряні млини вже використовувалися для відкачування води, але у своїй роботі Ван де Моленс («Про млини») він запропонував вдосконалення, включаючи ідею про те, що колеса повинні рухатися повільно, і кращу систему для зчеплення зубів шестерні. Ці вдосконалення підвищили ефективність вітряків, що використовуються для відкачування води з польдерів, у три рази. Він отримав патент на свою інновацію в 1586 році.
Вітряки з восьми-десяти лопатями використовувалися в регіоні Мурсія, Іспанія, для збору води для зрошення. Привод від ротора вітряка спускався через вежу і назад через стіну, щоб обертати велике колесо, відоме як норія. Норія підтримувала ковшовий ланцюг, який звисав у колодязь. Відра традиційно виготовляли з дерева або глини. Ці вітряні млини використовувалися до 1950-х років, і багато веж стоять досі.
Ранні іммігранти до Нового Світу привезли з собою технологію вітряків з Європи. На фермах США, особливо на Великих рівнинах, вітряні насоси використовувалися для відкачування води з колодязів для худоби. У Каліфорнії та деяких інших штатах вітряк був частиною автономної домашньої водопровідної системи, включаючи колодязь, викопаний вручну, і водонапірну вежу з секвої, що підтримує резервуар із секвої та обгороджена сайдингом із секвої ( цистерна ). Саморегульований фермовий вітряний насос був винайдений Даніелем Халладеєм у 1854 році.  Згодом сталеві лопаті та сталеві вежі замінили дерев’яну конструкцію, і на піку свого розвитку в 1930 році використовувалося приблизно 600 000 одиниць потужністю, еквівалентною 150 мегават. Дуже великі легші вітряні насоси в Австралії обертають насос безпосередньо за допомогою ротора вітряка. Додаткова задня передача між невеликими роторами для зон із сильним вітром і кривошипом насоса запобігає спробам проштовхнути штоки насоса вниз під час руху вниз швидше, ніж вони можуть впасти під дією сили тяжіння. Інакше надто швидке накачування призводить до викривлення штоків насоса, що призводить до витоку ущільнювача сальника та зношування через стінку магістралі (Велика Британія) або водовідвідної труби (США), тому втрачається вся продуктивність.
Багатолопатевий вітряний насос або вітряна турбіна на вершині решітчастої вежі з дерева або сталі, отже, на багато років стала невід’ємною частиною ландшафту всієї сільської Америки. Ці млини, виготовлені різними виробниками, мали багато лопатей, щоб вони повільно оберталися зі значним крутним моментом за помірного вітру та саморегулювалися за сильного вітру. Верхня коробка передач і колінчастий вал перетворювали обертовий рух у зворотно-поступальний хід, що передавався вниз через шток до циліндра насоса внизу. Тепер зростаючі витрати на енергію та вдосконалення технології перекачування підвищують інтерес до використання цієї колись занепадаючої технології.

## Використання в усьому світі

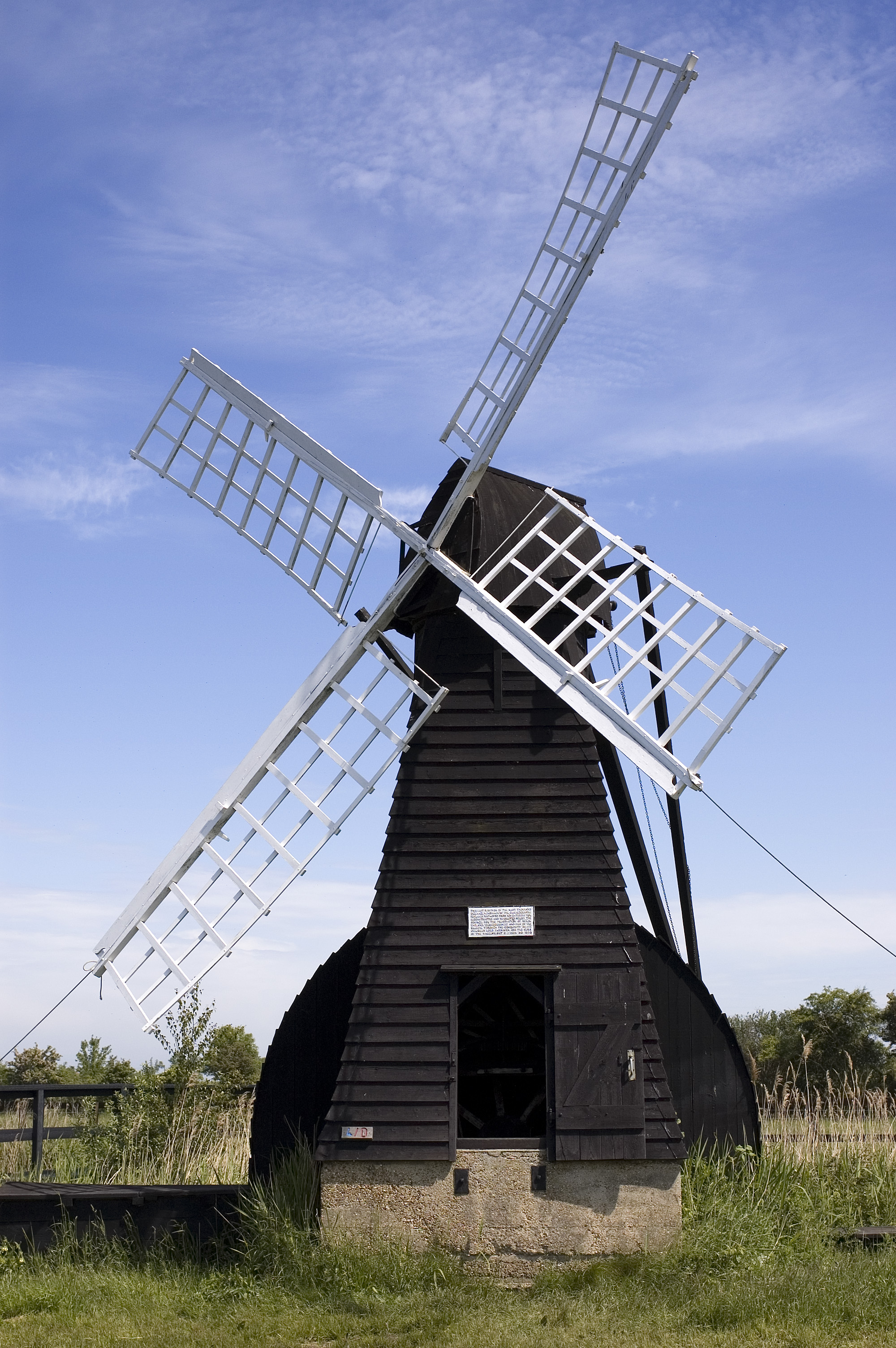
Працююча дерев'яна вітряна помпа на The Fens у Кембриджширі, Велика Британія

Нідерланди добре відомі своїми вітряними млинами. Більшість цих знакових споруд, розташованих уздовж краю польдерів, насправді є вітряними насосами, призначеними для осушення землі. Це особливо важливо, оскільки велика частина країни розташована нижче рівня моря.
У Великій Британії термін вітряні насоси використовується рідко, і вони більш відомі як дренажні вітряні млини. Багато з них було побудовано в районах The Broads і The Fens Східної Англії для осушення землі, але більшість із них з тих пір замінено на дизельні або електричні насоси. Багато з оригінальних вітряних млинів все ще стоять у занедбаному стані, хоча деякі були відновлені. 
Вітрові насоси широко використовуються в Південній Африці, Австралії, а також на фермах і ранчо в центральних рівнинах і на південному заході Сполучених Штатів. У Південній Африці та Намібії досі працюють тисячі вітряних насосів. Вони в основному використовуються для забезпечення водою для потреб людини, а також питної води для великого поголів’я овець.
Кенія також отримала від африканського уряду технологій вітряних насосів. Наприкінці 1970-х років британська неурядова організація Intermediate Technology Development Group надала інженерну підтримку кенійській компанії Bobs Harries Engineering Ltd для розробки вітряних насосів Kijito. Bobs Harries Engineering Ltd все ще виробляє вітряні насоси Kijito, і більше 300 з них працюють у всій Східній Африці. 
У багатьох частинах світу мотузковий насос використовується в поєднанні з вітровими турбінами. Цей простий у виготовленні насос працює шляхом протягування мотузки з вузлом через трубу (зазвичай просту трубу з ПВХ), що призводить до того, що вода підтягується по трубі. Цей тип насосів став поширеним у Нікарагуа та інших місцях. 

## Будівництво
Щоб побудувати вітряний насос, лопатевий ротор потрібно підібрати насос. Для неелектричних вітряних насосів високоміцні ротори найкраще використовувати в поєднанні з об’ємними (поршневими) насосами, оскільки поршневим насосам односторонньої дії для запуску потрібно приблизно в три рази більше крутного моменту, ніж для їх утримання. Ротори з низькою міцністю, з іншого боку, найкраще використовувати з відцентровими насосами, водяними драбинковими насосами та насосами з ланцюгом і шайбою, де крутний момент, необхідний насосу для запуску, менший, ніж необхідний для роботи з проектною швидкістю. Ротори з низькою твердістю найкраще використовувати, якщо вони призначені для приводу генератора електроенергії; який, у свою чергу, може приводити в дію насос.

## Багатолопатеві вітряні насоси

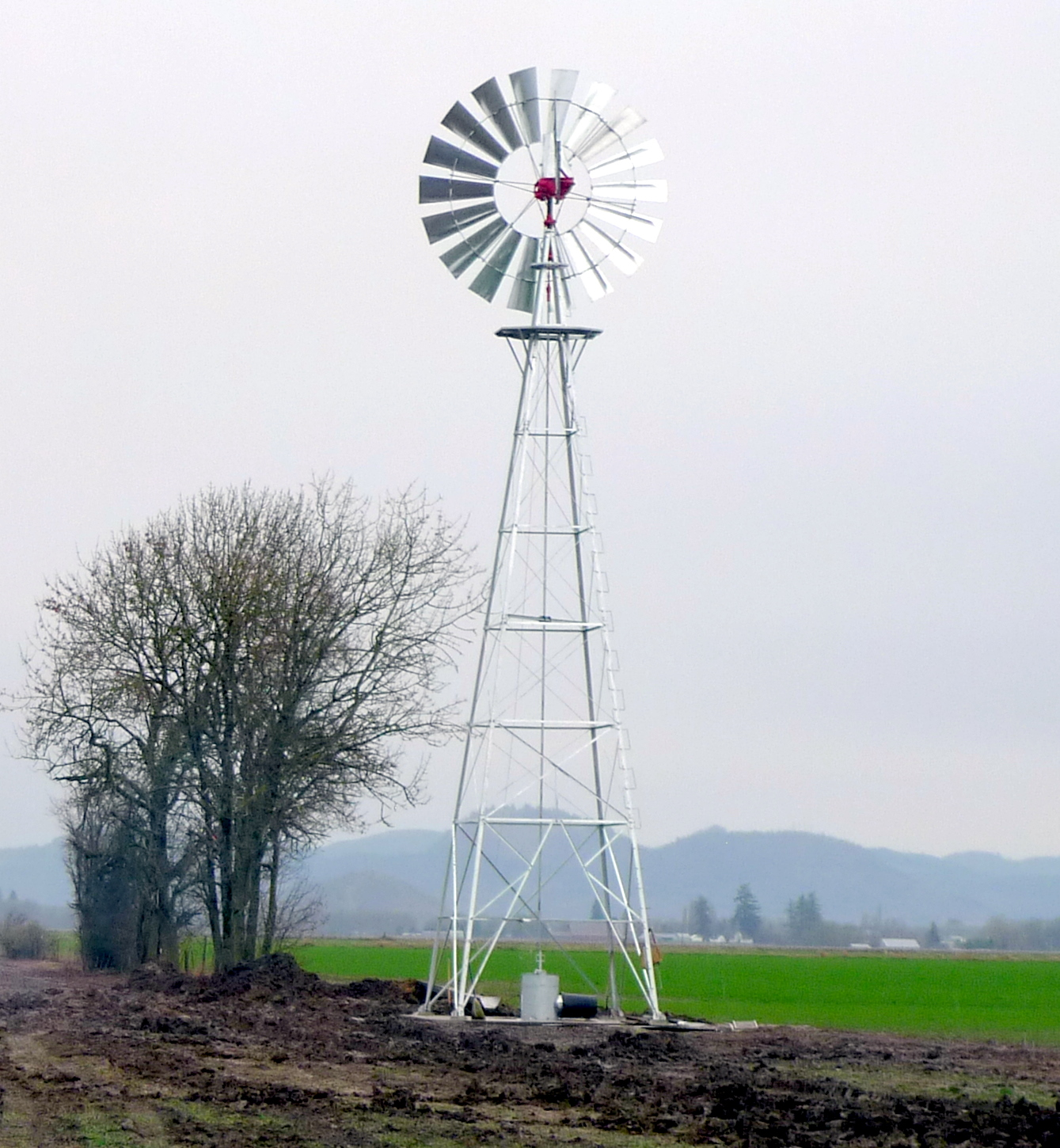
Вітряний водяний насос на фермі Оук-Парк, Шедд, Орегон.

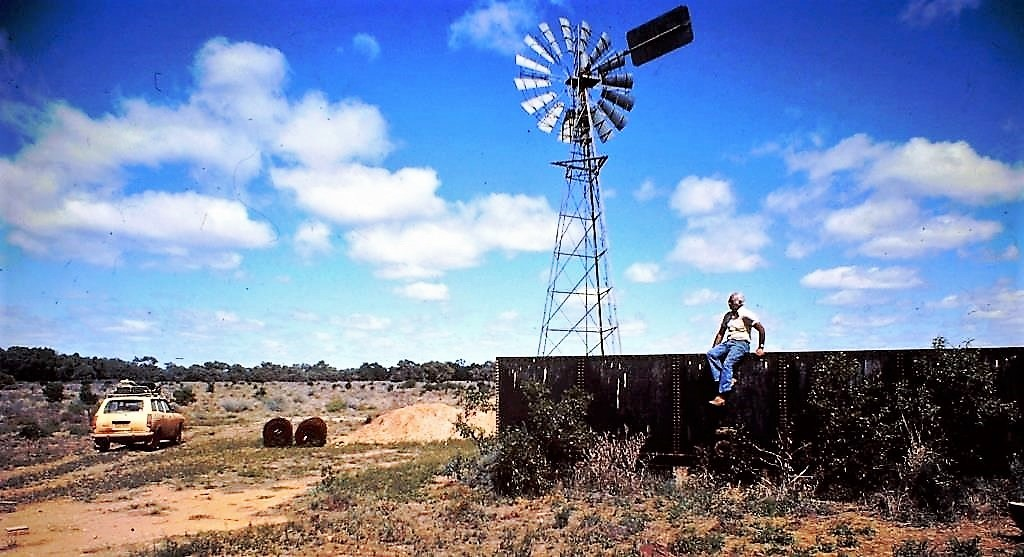
Вітровий насос на далекому заході Нового Уельсу.

Багатолопатеві вітряні насоси можна знайти по всьому світу та виробляти в США, Аргентині, Китаї, Новій Зеландії, Південній Африці та Австралії. Широко відомий у США та Канаді як «флюгер», оскільки він поводиться подібно до традиційного флюгера, рухаючись відповідно до напрямку вітру (але також вимірюючи швидкість вітру). У 1897, 1898 та 1905 роках бренд Butler додав вдосконалення технології вітряних насосів  A 16 футів (4,8 м) діаметр вітрового насоса може піднімати до 1600 галонів США (приблизно 6,4 метричних тонн) води на годину на висоту 100 футів з 15 до 20 вітер миль/год (24–32 км/год). Однак для запуску їм потрібен сильний вітер, тому вони перевертають кривошип поршневого насоса. Вітрові насоси не потребують технічного обслуговування — зазвичай лише щорічна заміна масла в коробці передач. Приблизно 60 000 вітрових насосів все ще використовуються в Сполучених Штатах. Вони особливо привабливі для використання у віддалених місцях, де немає електроенергії та важко забезпечити обслуговування. Звичайний багатолопатевий вітряний насос ефективно перекачує близько 4%–8% річної енергії вітру, що проходить через територію, яку він очищає.  Це нижче перетворення пояснюється поганим узгодженням навантаження між вітряними роторами та поршневими насосами з фіксованим ходом.

## Фундаментальні проблеми багатолопатевих вітронасосів

### Неефективний ротор

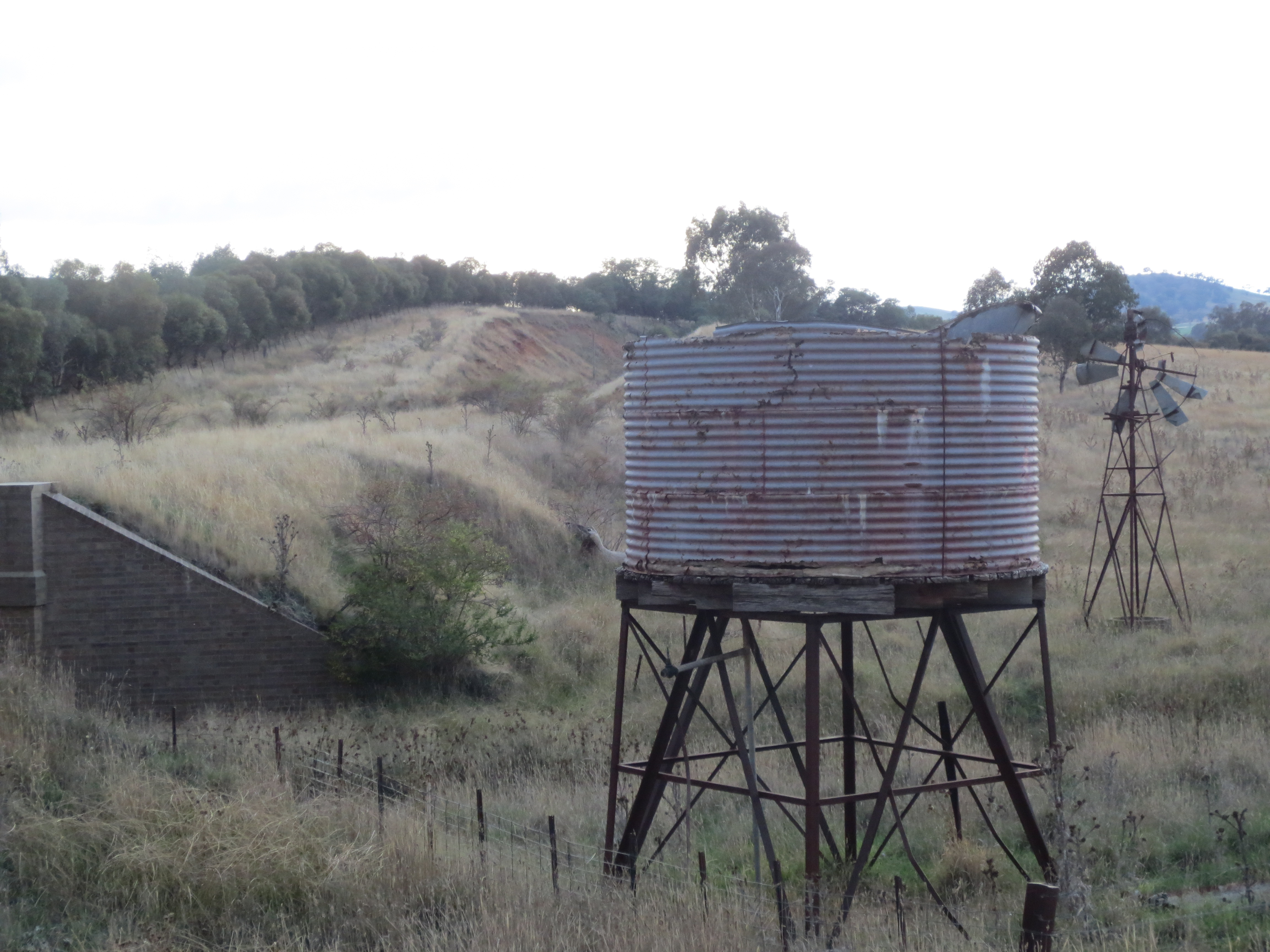
Занедбаний резервуар для води з вітряком на задньому плані

Основною конструктивною особливістю багатолопатевого ротора є «високий пусковий момент», який необхідний для запуску поршневого насоса. Після запуску багатолопатевий ротор працює на надто високому коефіцієнті швидкості, меншому за найкращий ККД 30%. З іншого боку, сучасні вітряні ротори можуть працювати з аеродинамічною ефективністю понад 40% при більш високому коефіцієнті обертання для меншого завихрення, доданого та витраченого вітром. Але їм знадобиться механізм із високою змінністю ходу, а не просто кривошипно-поршневий насос.

### Погане узгодження навантаження
Багатолопатевий вітряк - це механічний пристрій з поршневим насосом. Оскільки поршневий насос має фіксований хід, потреба в енергії цього типу насоса пропорційна лише швидкості насоса. З іншого боку, енергозабезпечення вітрового ротора пропорційно кубу швидкості вітру. Через це вітряний ротор працює із завищеною швидкістю (більшою, ніж потрібно), що призводить до втрати аеродинамічної ефективності.
Змінний хід буде відповідати швидкості ротора відповідно до швидкості вітру, функціонуючи як "генератор із змінною швидкістю". Швидкість потоку вітряного насоса зі змінним ходом можна збільшити вдвічі порівняно з вітряним насосом із фіксованим ходом за тієї самої швидкості вітру.

### Циклічна зміна обертального моменту
Поршневий насос має дуже легку фазу всмоктування, але хід вгору важкий і накладає великий зворотний момент на пусковий ротор, коли кривошип горизонтальний і піднімається. Противага на кривошипі вгорі у вежі та поворот із напрямком вітру можуть принаймні розподілити крутний момент на спуск кривошипа.

## Розробка вдосконалених вітряних насосів

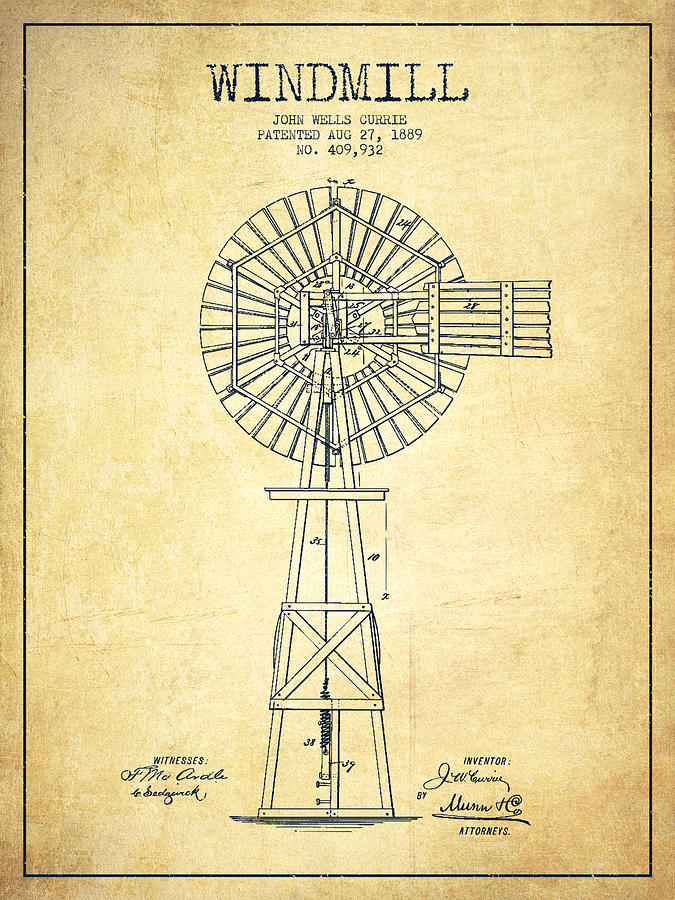
Патентний малюнок вітряка 1889 року

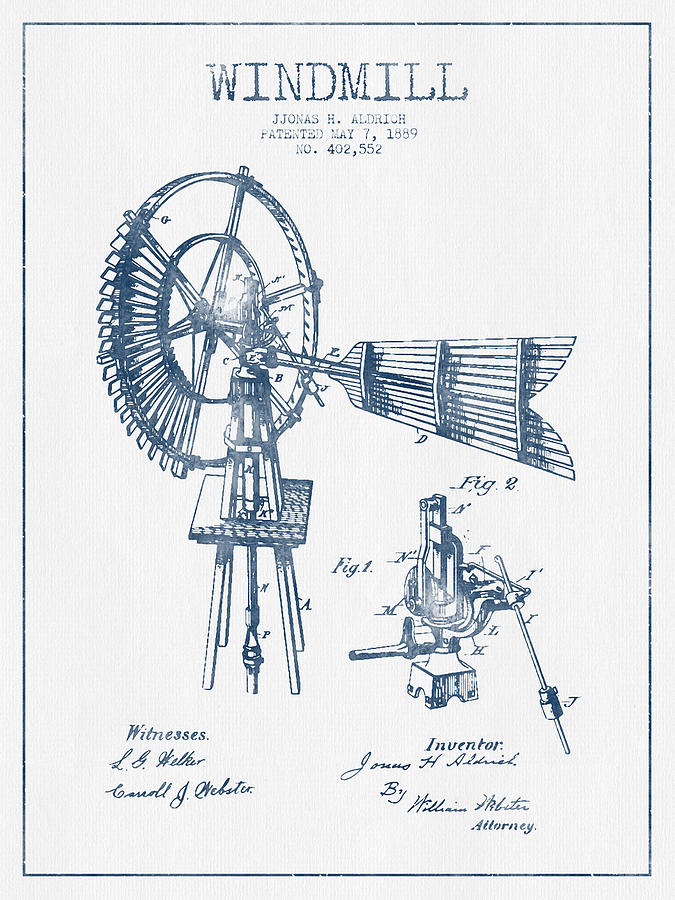
Креслення патенту на вітряк Олдріч 1889 року

Незважаючи на те, що багатолопатеві вітряні насоси засновані на перевіреній технології та широко використовуються, вони мають основні проблеми, згадані вище, і потребують практичного механізму змінного ходу.

### Експерименти USDA в Техасі
Між 1988 і 1990 роками в Дослідницькому центрі сільського господарства Міністерства сільського господарства США в Техасі було випробувано вітряний насос із змінним ходом на основі двох запатентованих конструкцій (Патент Дона Е. Ейвері № 4.392.785, 1983 рік і Патент Елмо Г. Харріса № 617.877, 1899 рік). Системи керування вітряними насосами змінного ходу були механічні та гідравлічні; однак ці експерименти не привернули уваги жодного виробника вітряних насосів. Після експериментів із цим вітряним насосом зі змінним ходом дослідження зосередилися на вітроелектричних системах водонакачування; ще не існує комерційного вітрового насоса зі змінним ходом.

### Тріпотливі вітряні насоси
У Канаді були розроблені вітряні насоси з розмахуванням, а амплітуда ходу насоса сильно змінюється, щоб поглинати всю змінну потужність вітру та запобігати розгойдуванню монолопаті надто далеко за горизонталь від середнього вертикального положення. Вони набагато легші та використовують менше матеріалу, ніж багатолопатеві вітряні насоси, і можуть ефективно качати при слабкому вітрі. 

### Вітровий насос із змінним ходом
Турецький інженер переробив технологію вітряного насоса зі змінним ходом, використовуючи сучасне електронне контрольне обладнання. Дослідження розпочато в 2004 році за підтримки уряду. Перші комерційні вітрові насоси нового покоління зі змінним ходом були розроблені після десяти років досліджень і розробок. 30 Конструкція вітряного насоса зі змінним ходом кВт включає сучасний вітряний ротор типу Дар’є, технологію противаги та рекуперативного гальма.

### Вертикальний вітровий насос (VAWP)
Використовуючи вітряну турбіну з вертикальною віссю, можна вирішити перенаправлення крутного моменту турбіни з горизонтальної осі на вертикальну, таким чином створюючи базове з’єднання вала між турбіною та насосом. Пряме підключення може створити більш ефективний вітряний насос. наприклад, поєднання системи VAWP із системою крапельного зрошення високого тиску (HP-VAWP) може призвести, за належної оптимізації, до двох-три разів більшої ефективності, ніж традиційні вітряні насоси.

## Комбінації

### Тяскер

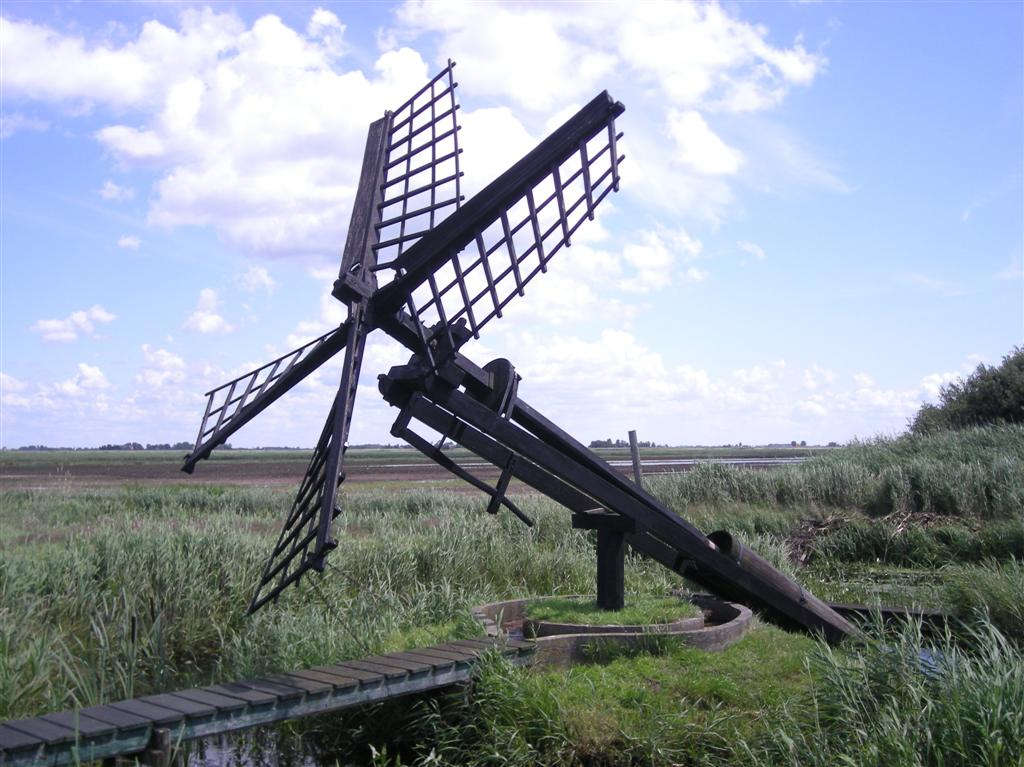
Тяскер

У Нідерландах tjasker — це дренажний млин із загальними вітрилами, з’єднаними з гвинтом Архімеда . Використовується для перекачування води в місцях, де потрібен лише невеликий підйом. Вітровий вал розташований на штативі, що дозволяє йому повертатися. Архімедов гвинт піднімає воду в колекторне кільце, звідки вона відводиться в канаву на більш високому рівні, таким чином осушуючи землю.

### Тайські вітряні насоси
У Таїланді вітряні насоси традиційно будуються на основі китайських вітряних насосів. Ці насоси виготовлені з бамбукових стовпів, скріплених дротом, які несуть вітрила з тканини або бамбукового килимка; лопатевий насос або водяний насос кріпиться до тайського лопатевого ротора. Вони в основному використовуються в соляних копальнях, де необхідний підйом води зазвичай становить менше одного метра.